# Cmentarz żydowski w Skale
Cmentarz żydowski w Skale – kirkut powstał w XIX wieku. Mieści się w niewielkiej odległości od cmentarza rzymskokatolickiego w lesie niedaleko szosy do Krakowa. W czasie II wojny światowej chowano na nim Żydów rozstrzelanych przez niemieckich okupantów. Nie zachowały się na nim żadne macewy. W 1989 z inicjatywy władz miejskich teren został ogrodzony. Wybudowano także pomnik upamiętniający ofiary Holocaustu.